# Packard Merlin V-1650
Der Packard V-1650, auch bekannt als Packard Merlin V-1650 oder Packard Merlin, ist die 1941 bis 1947 in Lizenz von der Packard Motor Car Company in Detroit (Michigan, USA) gebaute Version des britischen Flugmotors Rolls-Royce Merlin. Der 12-Zylinder-V-Motor wurde zu Beginn vor allem in den beiden amerikanischen Jagdflugzeuge Curtiss P-40F/L Warhawk und North American P-51D Mustang verwendet, später aber auch in diverse britische Maschinen wie die Armstrong Whitworth Whitley, Vickers Wellington, Handley Page Halifax (einige Serien) sowie Avro Lancaster und De Havilland DH.98 Mosquito eingebaut.

## Geschichte
Der Packard V-1650 bzw. auch Packard Merlin entstand während des Zweiten Weltkriegs in Abstimmung mit dem Verteidigungsministerium des Vereinigten Königreichs aus einer Lizenzvereinbarung vom September 1940 der britischen Rolls-Royce Ltd. mit der US-amerikanischen Packard Motor Car Company in Detroit. Da der Flugmotor Rolls-Royce Merlin als sehr wichtig für die britischen Kriegsanstrengungen angesehen wurde, begannen in jenem Jahr Verhandlungen zwischen den beiden Firmen, um eine weitere Produktionslinie außerhalb Großbritanniens einzurichten, da Großbritannien noch während der Luftschlacht um England einerseits eine Landung der deutschen Wehrmacht auf dem eigenen Boden befürchtete, andererseits aber auch damit rechnete, dass der Bedarf an diesen Flugmotoren durch die eigene Industrie mittel- bis langfristig nicht gedeckt werden konnte.
Der erste bei Packard gebaute Motor lief im August 1941 und unmittelbar danach begann die Massenfertigung unter der Bezeichnung Packard V-1650-1. Die USAAF waren sofort an dem neuen „amerikanischen“ Flugmotor interessiert und ließ diesen in einigen einheimischen Militärflugzeugen erproben und mit Flugmotoren aus eigener Entwicklung vergleichen. Dabei stellte sich heraus, dass der nunmehr auch Packard Merlin genannte Motor aufgrund des technisch besseren Laders vor allem in mittleren und größeren Höhen wesentlich leistungsfähiger war als z. B. das amerikanische Gegenstück Allison V-1710.
Der neue in Lizenz gebaute Motor wurde daraufhin dazu ausersehen, die Allison-Motoren der Jagdflugzeuge Curtiss P-40 Tomahawk/Kittyhawk und später der North American P-51 Mustang zu ersetzen. Vor allem letztere Maschine sollte sich als P-51D noch zu einem der besten Jagdflugzeuge des Krieges entwickeln, bei der Curtiss P-40 „Warhawk“ wurde jedoch nur die erste Version des Packard Merlin eingesetzt, so dass diese nie ihr volles Potential erreichte. Mit den ausgezeichneten Flugleistungen der Merlin-Mustang, die in immer größerer Zahl eingesetzt wurde und die zuvor als Begleitjäger eingesetzten Lockheed P-38 und Republic P-47 fast völlig aus dieser Rolle verdrängte, konnten die deutschen Jagdflugzeuge (z. B. Messerschmitt Bf 109 K-4 mit DB 605 D) erst Ende 1944 wieder gleichziehen.
Als der erste Packard Merlin in Großbritannien eintraf, wurde dieser von Rolls-Royce-Ingenieuren zur Begutachtung der Fertigungsqualität umgehend analysiert. Die beteiligten Techniker stellten dabei erstaunt fest, dass dieser in Fließbandfertigung bzw. auf Taktstraßen gebaute Flugmotor qualitativ sehr viel besser als erwartet war. Die Materialqualität und die Fertigungstoleranzen der einzelnen Komponenten erwiesen sich gegenüber dem hauseigenen Produkt als weit überlegen. Bis zu diesem Zeitpunkt entstanden die Rolls-Royce-Merlin-Motoren in Handarbeit, wobei dieser zeitraubende Herstellungsprozess für die hoch qualifizierte Belegschaft eine große Belastung darstellte und zudem keine allzu hohen Produktionszahlen zuließ. Die Packard-Motoren sorgten für ein Umdenken bei den Verantwortlichen bei Rolls-Royce, obwohl eine Minderheit noch immer nicht von der Qualität der amerikanischen Lizenz-Motoren überzeugt sein wollte, die von eher weniger qualifizierten weiblichen Arbeitskräften am Fließband hergestellt wurden. Aber spätestens nach den ersten Testflügen mit britischen Flugzeugen sowie den ersten Einsätzen, die die Leistungsfähigkeit der Lizenz-Motoren unter Beweis stellten, waren sämtliche Zweifel am Packard V-1650 hinsichtlich Qualität und Ausführungsstandard zerstreut.

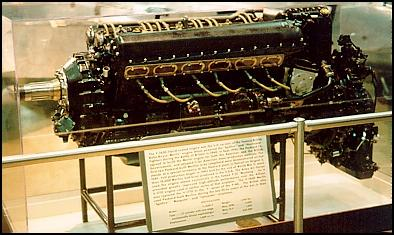
Packard Merlin V-1650 im Museum der US Air Force

Obwohl allgemein kaum bekannt, ging die Packard Motor Car Company als anerkannter Hersteller hochwertiger Automobile und Motoren noch einen Schritt weiter und verbesserte die Wartungsfreundlichkeit der in Lizenz gebauten Merlin-Flugmotoren. Unter anderem rationalisierte Packard die Produktion auf eine Weise, die es ermöglichte, die Anzahl der austauschbaren Einzelteile unter den verschiedenen Motorserien bzw. -varianten so groß wie möglich zu halten, so dass nur sehr wenige Teile extra angefertigt werden mussten. Die Verbesserungen flossen später auch in die britische Merlin-Produktion ein.
Die ersten Ausführungen des Packard-Merlin trieben bei der Royal Air Force zunächst Hurricane-Jäger aus kanadischer Lizenzproduktion und Boulton-Paul Defiant an, die jedoch als Zielschlepper genutzt wurden. Danach wurden die Packard-Merlin vor allem in Bombern wie der Armstrong Whitworth Whitley, einigen Versionen der Vickers Wellington wie auch der Handley Page Halifax (ab Halifax B Mk.I Series III, B Mk.II Series II und III, GR Mk.II Series IA), der Avro Lancaster (ab Lancaster B.III und Mk.X) sowie dem Mehrzweckflugzeug De Havilland DH.98 Mosquito verbaut. Das letzte mit dem Packard-Merlin ausgestattete britische Jagdflugzeug war die Supermarine Spitfire Mk.XVI, die ansonsten baugleich mit der Mark IX mit original RR-Merlin war.
1947 endete die Produktion des Packard V-1650 bzw. Packard-Merlin nach insgesamt 60.000 Motoren aller Versionen.
Die folgenden amerikanischen Flugzeugmuster, die den Packard-Merlin nutzten, erhielten mit Erkenntnissen aus diesem weiterentwickelte Versionen des Allison V-1710 (z. B. die P-82 Twin Mustang).

## Versionen
- V-1650-1   – Erste Version wie Rolls-Royce Merlin der 20er Serie (1280 PS / 941 kW)
- V-1650-3   – Version für mittlere Höhen (1650 PS / 1214 kW)
- V-1650-7   – Version für große Höhen (1719 PS / 1264 kW)
- V-1650-9   – Version für große Höhen mit automatischer Lader-Kontrolle von Simmons und Wassereinspritzung (maximal 2039 PS / 1500 kW)
- V-1650-9A – Wie Version -9 jedoch ohne Wassereinspritzung (ca. 1830 PS / 1346 kW)
- V-1650-11  – Wie Version -9 jedoch mit nochmals gesteigerter Leistung (maximal 2270 PS / 1670 kW)

Anmerkungen:
- Versionen V-1650-9 nach Kriegsende noch weitergebaut, -9A und -11 waren Nachkriegsversionen
- Leistung des V-1650-9 nach anderer Quelle auch 2218 PS / 1631 kW
- Version V-1650-11 nicht mehr bei Serienflugzeugen verwendet

## Anwendungen

### US-Flugzeuge
| Flugzeug                         | Typ                     | Bemerkungen |
| Curtiss P-40 Warhawk             | Jagdflugzeug            | P-40F: Packard V-1650-1 P-40L: Packard V-1650-1 |
| North American P-51 Mustang      | Jagdflugzeug            | P-51B: Packard V-1650-3 oder Packard V-1650-7 (RAF: Mustang Mk III) – 1988 Stück P-51C: Packard V-1650-7 (RAF: Mustang Mk III) – 1750 Stück P-51D: Packard V-1650-7 (RAF: Mustang Mk IV) – 7965 Stück P-51K: Packard V-1650-7 (RAF: Mustang Mk IV) P-51H: Packard V-1650-9 (555 Stück) CA-17 Mustang Mk XX: Packard V-1650-3 (in Australien zusammengebaute P-51D) CA-17 Mustang Mk 21: Packard V-1650-7 (australischer Lizenzbau der P-51D) CA-17 Mustang Mk 22: Packard V-1650-7 (wie Mk.21 jedoch als Aufklärer) |
| North American P-82 Twin Mustang | Jagdflugzeug/Nachtjäger | Erste zwei Prototypen: Packard V-1650-9 (danach als F-82 Twin Mustang bezeichnet) |

### Britische Flugzeuge
| Flugzeug                    | Typ                         | Bemerkungen                                                                              |
| Hawker Hurricane            | Jagdflugzeug                | In Kanada in Lizenz gebaute Maschinen: Packard V-1650-1                                  |
| Boulton Paul Defiant        | Jagdflugzeug                | Zum Teil statt original RR Merlin XX: Packard V-1650-1                                   |
| Armstrong Whitworth Whitley | Bombenflugzeug              | Einige Serien statt originaler RR Merlin 20: Packard V-1650-1                            |
| Vickers Wellington          | Bombenflugzeug              | Einige Serien statt Bristol Hercules-Sternmotoren: Packard V-1650-1                      |
| Avro Lancaster              | Bombenflugzeug              | Die meisten Maschinen statt originaler RR Merlin: Packard V-1650-1                       |
| Handley Page Halifax        | Bombenflugzeug              | Einige Serien statt Bristol Hercules-Sternmotoren: Packard V-1650-1                      |
| De Havilland DH.98 Mosquito | Jagdflugzeug/Bombenflugzeug | Statt originaler RR Merlin: Packard V-1650-1 und Packard V-1650-3                        |
| Supermarine Spitfire Mk.XVI | Jagdflugzeug                | Statt original RR Merlin: Packard V-1750-7, ansonsten baugleiche Zelle zur Version Mk.IX |